# Aage Kirkegaard
Aage Emil Kirkegaard (født 14. oktober 1914 i Nørre Nissum, død 6. oktober 1992 i Nykøbing Falster) var en dansk hockeyspiller, der deltog på det danske landshold ved OL 1936 i Berlin. Aage Kirkegaard spillede for Orient og opnåede i alt 7 landskampe i perioden 1935-1938.
Ved OL i 1936 blev Danmark delt nummer syv blandt de elleve deltagende hold efter nederlag i indledende runde til Tyskland og uafgjort mod Afghanistan samt i nederlag i to placeringskampe mod henholdsvis Schweiz og Japan. Kirkegaard spillede de to kampe i indledende runde samt placeringskampen mod Japan; han scorede et mål i kampen mod Afghanistan.
Aage Kirkegaard var uddannet læge og arbejdede på Sindssygehospitalet i Nykøbing på Sjælland (nu Psykiatrihospitalet i Nykøbing Sjælland) i perioden 1953-1983.